# NGC 516
NGC 516 ist eine Linsenförmige Galaxie vom Hubble-Typ SB0/a im Sternbild Fische auf der Ekliptik. Sie ist schätzungsweise 113 Millionen Lichtjahre von der Milchstraße entfernt und hat einen Durchmesser von etwa 50.000 Lichtjahren. Vom Sonnensystem aus entfernt sich die Galaxie mit einer errechneten Radialgeschwindigkeit von näherungsweise 2.400 Kilometern pro Sekunde.
Sie gilt als Teil der 11 Galaxien umfassenden Lyons Groups of Galaxies LGG 23 unter NGC 524.
Das Objekt wurde am 25. September 1862 von dem deutsch-dänischen Astronomen Heinrich Ludwig d’Arrest entdeckt.

## Galaktisches Umfeld
| Nr. | Galaxie          | Alternativname          | Rek           | Dek           | Distanz/asec |
| --- | ---------------- | ----------------------- | ------------- | ------------- | ------------ |
| →   | NGC 516          | LEDA/PGC 5148           | 01h24m08.07s  | +09d33m06.1s  | 0            |
| 1   | NGC 524          | LEDA/PGC 5222           | 01h24m47.72s  | +09d32m19.8s  | 588.53       |
| 2   | LEDA/PGC 212745  | 2MASX J01241633+0921174 | 01h24m16.32s  | +09d21m17.6s  | 720.24       |
| 3   | NGC 509          | LEDA/PGC 5080           | 01h23m24.09s  | +09d26m00.8s  | 777.17       |
| 4   | NGC 518          | LEDA/PGC 5161           | 01h24m17.64s  | +09d19m51.4s  | 807.70       |
| 5   | NGC 525          | LEDA/PGC 5232           | 01h24m52.911s | +09d42m12.05s | 858.86       |
| 6   | LEDA/PGC 1365021 | 2MASX J01245967+0925576 | 01h24m59.68s  | +09d25m57.5s  | 875.98       |
| 7   | LEDA/PGC 5213    | UGC 969                 | 01h24m45.80s  | +09d45m36.7s  | 948.86       |